# Magyar Cobden Szövetség

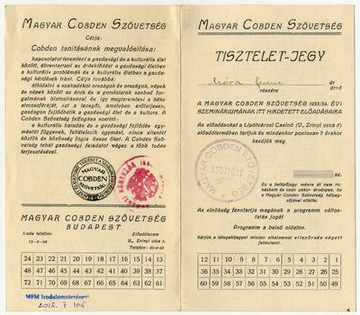
Tiszteletjegy a Magyar Cobden Szövetség előadásaira

A Magyar Cobden Szövetség a magyar szabadkereskedelem híveinek szövetségeként 1921 novemberében alakult (bejegyzés: 1923. 04. 12., megszűnés: 1949. 02. 03.), első elnöke Halasi-Fischer Ödön volt. A szövetséget alapítói Richard Cobdenről (1804–1865), az angol kereskedelmi kamara elnökéről nevezték el.

## Elnökei
- Halasi-Fischer Ödön (1922-?)

## Előadások
- 1921. december 23. Hantos Elemér: A pénzügyi kibontakozás útja [4]
- 1922. február 17. Gratz Gusztáv: Politikai és gazdasági liberalizmus[5]
- 1922. november 9. Werner Sombart: Kapitalizmus és szocializmus [6]
- 1922. november 18. Marczali Henrik: Cobden történeti jelentősége[7]
- 1922. december 13. Berzeviczy Albert: Az ötvenes évekből
- 1923. március 16. Pallavicini György: A magyar agrárpolitikáról [8]
- 1923. április 13. Franz Oppenheimer: Az ártatlanul elitélt szabad verseny[9]
- 1929. február 5. Stein Emil: Magyarország gazdasági szerepe nyugat és kelet között [10]
- 1930. május 13. Kerpel Jenő: Platon lakomája 1930
- 1930. október 22. Bíró Lajos: Anno Domini 2000 [11]
- 1931. január 27. Stern Samu: Jelszavak és közgazdaság [12]
- 1936. február 18. Fenyő Miksa: Bethlen István [13]
- 1936. február 25. Kállay Tibor: A munkanélküli jövedelemről és vagyonról. [14]
- 1936. december 1. Stern Samu: A szabad gondolat és a nemzeti eszme [15]
- 1937. december 3. Kresz Károly: A konjunktúra útja[16]
- Drucker Géza: A hitvédelem problémái [17]
- Apponyi Albert
- Rákosi Jenő
- Márai Sándor
- Ignotus
- Eckhardt Tibor
- Bajcsy-Zsilinszky Endre
- 1925 Ludwig von Mises
- Buday-Goldberger Leó: "Felfedeztem Amerikát".
- Fleissing Sándor: Hadiipar és közüzemek.
- Forgó István: Az új társadalom alapjai.
- Havas Miksa: Eötvös József báró a ma szemszögéből. Méhely Kálmán emlékezete.
- Hegedűs Lóránt: Kossuth.
- Ifj. nagybányai Horthy Miklós: Egyiptom az angolokkal való megállapodás idején.
- Kállay Tibor: Politikai hatalom és közgazdaság.
- Kresz Károly: A konjunktúra útja.
- Nagy Endre: Az igénytelenségről.
- Navratil Ákos: Hogyan szűnik meg a gazdasági válság?
- Pósch Gyula: A hitelélet fellendülésének előfeltételei.
- Popovics Sándor: A pénz értékállandósága.
- Popovics Sándor: A társadalmi szervezkedések gazdasági hatásai.
- Rostás László: Tőkeképződés és tőzsde.
- Schóber Béla: Gazdasági és pénzügyi kérdések.
- Teleszky János: A takarékosságról.

## Ankétok
- 1935 - Középosztály
- 1937 - Jobb- és baloldal

## Cobden-Könyvtár
- 28. Hegedűs Lóránt - Kossuth

## Folyóirat
Cobden - gazdasági és társadalmi folyóirat 